# Credit One Charleston Open 2023
Il Credit One Charleston Open 2023 è un torneo femminile di tennis giocato sulla terra verde. È la 50ª edizione del Credit One Charleston Open, che fa parte della categoria WTA 500 nell'ambito del WTA Tour 2023. Il torneo si gioca al Family Circle Tennis Center di Charleston, dal 3 al 9 aprile 2023.

## Partecipanti

### Teste di serie
| Nazionalità | Giocatrice             | Ranking* | Testa di serie |
| ----------- | ---------------------- | -------- | -------------- |
| Stati Uniti | Jessica Pegula         | 3        | 1              |
| Tunisia     | Ons Jabeur             | 5        | 2              |
|             | Dar'ja Kasatkina       | 8        | 3              |
| Svizzera    | Belinda Bencic         | 9        | 4              |
|             | Veronika Kudermetova   | 11       | 5              |
|             | Viktoryja Azaranka     | 16       | 6              |
|             | Ekaterina Aleksandrova | 18       | 7              |
| Polonia     | Magda Linette          | 19       | 8              |
| Stati Uniti | Madison Keys           | 21       | 9              |
| Cina        | Zhang Shuai            | 27       | 10             |
| Ucraina     | Anhelina Kalinina      | 28       | 11             |
| Spagna      | Paula Badosa           | 29       | 12             |
| Stati Uniti | Danielle Collins       | 30       | 13             |
| Svizzera    | Jil Teichmann          | 32       | 14             |
| Romania     | Irina-Camelia Begu     | 34       | 15             |
| Rep. Ceca   | Marie Bouzková         | 36       | 16             |

* Ranking al 20 marzo 2023.

### Altre partecipanti
Le seguenti giocatrici hanno ricevuto una wild card per il tabellone principale:
- Fiona Crawley
- Caroline Dolehide
- Sofia Kenin
- Emma Navarro
- Elina Svitolina

La seguente giocatrice è entrata in tabellone grazie al ranking protetto:
- Evgenija Rodina

Le seguenti giocatrici sono passate dalle qualificazioni:

- Hailey Baptiste
- Louisa Chirico
- Kayla Day
- Anna-Lena Friedsam
- Sabine Lisicki
- Paula Ormaechea
- Katherine Sebov
- Sachia Vickery

### Ritiri
Prima del torneo
- Amanda Anisimova → sostituita da  Anna Bondár
- Elisabetta Cocciaretto → sostituita da  Dalma Gálfi
- Anett Kontaveit → sostituita da  Evgenija Rodina
- Jeļena Ostapenko → sostituita da  Julia Grabher
- Alison Riske-Amritraj → sostituita da  Cristina Bucșa
- Aryna Sabalenka → sostituita da  Diana Šnaider
- Martina Trevisan → sostituita da  Madison Brengle

## Partecipanti al doppio

### Teste di serie
| Nazione     | Giocatrice               | Nazione     | Giocatrice    | Ranking | Testa di serie |
| ----------- | ------------------------ | ----------- | ------------- | ------- | -------------- |
| Messico     | Giuliana Olmos           | Giappone    | Ena Shibahara | 31      | 1              |
| Francia     | Kristina Mladenovic      | Cina        | Zhang Shuai   | 38      | 2              |
| Stati Uniti | Caroline Dolehide        | Australia   | Storm Hunter  | 49      | 3              |
| Stati Uniti | Nicole Melichar-Martinez | Stati Uniti | Alycia Parks  | 57      | 4              |

* Ranking al 20 marzo 2023.

### Altre partecipanti
La seguente coppia di giocatrici ha ricevuto una wild card per il tabellone principale:
- Leylah Fernandez /  Taylor Townsend
- Bethanie Mattek-Sands /  Shelby Rogers

## Campionesse

### Singolare
Ons Jabeur ha sconfitto in finale  Belinda Bencic con il punteggio di 7-6(6), 6-4.
- É il quarto titolo in carriera per Jabeur, il primo della stagione.

### Doppio
Danielle Collins /  Desirae Krawczyk hanno sconfitto in finale  Giuliana Olmos /  Ena Shibahara con il punteggio di 0-6, 6-4, [14-12].